# ناصر میرزایی (تنیس)
ناصر میرزایی تنیس‌باز حرفه‌ای ایرانی، قهرمان سابق تنیس نیروهای مسلح از اولین مدیران تنیس در ایران بعد از انقلاب است.
او پس از اتمام دوران بازیگری مسئولیت های مختلف مدیریتی و اجرایی در فدراسیون تنیس ایران داشته و مسابقاتی با نام وی و به منظور گرامی‌داشت وی برگزار شده است.

## سوابق
دبیرکلی فدراسیون تنیس ایران، سرپرستی تیم ملی تنیس ایران، مدیر تیم‌های ملی تنیس و ریاست کمیته‌های فنی و اجرایی فدراسیون تنیس از سوابق ناصر میرزایی می‌باشد.

## فهرست منابع
1. ↑  «خبرگزاری فارس - قهرمان سابق تنيس آسيا رئيس كميته تيم‌هاي ملي شد». خبرگزاری فارس. ۲۰۰۹-۰۹-۲۹. دریافت‌شده در ۲۰۲۳-۰۹-۰۲.
2. ↑  «مسابقات تنیس گرامیداشت ناصر میرزایی». خبرگزاری برنا. ۲۰۲۳-۰۹-۰۲. دریافت‌شده در ۲۰۲۳-۰۹-۰۲.
3. ↑  «دبیر فدراسیون تنیس: برگزاری مسابقات فیوچرز در کیش هنوز مشخص نیست». www.irna.ir. دریافت‌شده در ۲۰۲۳-۰۹-۰۲.
4. ↑  «رقابت‌های تنیس جام دیویس قرعه‌کشی شد». همشهری آنلاین. ۲۰۱۰-۰۴-۲۷. دریافت‌شده در ۲۰۲۳-۰۹-۰۲.
5. ↑  ایران، کمیته ملی المپیک جمهوری اسلامی. «ناصر میرزایی : حضورمان را در گروه ۲ تنیس آسیا تثبیت خواهیم کرد». کمیته ملی المپیک جمهوری اسلامی ایران. دریافت‌شده در ۲۰۲۳-۰۹-۰۲.
6. ↑  «اعضای کمیته فنی فدراسیون تنیس معرفی شدند». ورزش سه. دریافت‌شده در ۲۰۲۳-۰۹-۰۲.
7. ↑  «رئیس و اعضای کمیته فنی فدراسیون تنیس مشخص شدند». خبرگزاری مهر | اخبار ایران و جهان | Mehr News Agency. ۲۰۲۰-۱۰-۰۶. دریافت‌شده در ۲۰۲۳-۰۹-۰۲.